# Ken Kercheval
Ken Kercheval (Wolcottville, Indiana, 1935. július 15. – Clinton, Indiana,  2019. április 21.) amerikai színész. Magyarországon főként a Dallas című televíziós sorozatból ismert, ő alakította Cliff Barnest.

## Életpályája
Az indianai Clintonban nőtt fel. Édesapja orvosként, édesanyja pedig nővérként dolgozott. 1962-ben debütált a Broadwayn, és több színházi szerepet is alakított. A Dallas előtt a Kojak című sorozatban is szerepelt. Sokáig aktívan folytatta színészi tevékenységét, bár a Dallason kívül nem kapott túl hálás szerepeket egy sorozatban vagy filmben sem. Az üzlet terén többek közt pattogatott kukorica-üzemmel próbálkozott, de rendszerint csőddel végződő vállalkozásaival csak adósságállományát növelte. Három sikertelen - válással végződő - házassága volt. Túlélt egy súlyos tüdőrákot. 2006-ban őrizetbe vették az indianai Clintonban, mivel a megengedettnél több alkoholt fogyasztott aznap, és úgy ült volán mögé. Az óvadék kifizetése után szabadon engedték. A színész alkoholizmusa abból eredt, hogy élete egyetlen komoly sikereként csak a Dallasban való szereplését könyvelhette el. Később Kercheval a Kalifornia állambeli Grand Hillsben élt, de Indiana államban is volt egy háza, amit az anyjától örökölt. Ott nyaralt, amikor letartóztatása is történt. Idős korában  gyümölcstermesztéssel is foglalkozott, de színészi munkáját sem adta fel.
Halálhírét csak három nappal később hozták nyilvánosságra. Halálának oka tüdőgyulladás volt.

## A nagy szerep
Ken Kercheval élete igazi sikerkorszakát a Dallas c. filmsorozat forgatása és adása alatt élte. Clifford Barnes szerepében Kercheval a Barnes-Wentworth Olajtársaság egyik vezetőjét alakította, aki a már korábban is fennálló, Ewingokkal történő családi rivalizálás folytatójaként általában vesztesként kerül ki a gazdasági csatározásokból. Üzleti célból akarta a válása után testvérét, Pamelát Mark Graisonhoz adni, hogy a leendő sógorával karöltve Texas legjelentősebb független olajvállalkozójává emelkedhessen és elsöpörhesse a Ewingokat. Érdekes, hogy a forgatás előtt Kerchevalnak még Raymond Krebbs szerepét szánták.
A pletykák arról szóltak, hogy Kercheval színészkollégájával, a Jockey Ewingot alakító Larry Hagmannal a való életben is vetélytársak voltak, s Hagman szorította háttérbe Kerchevalt. A valóságban viszont nagyon jó, kiegyensúlyozott szakmai és baráti kapcsolat volt közöttük. Hagman másokkal ellentétben nagyon tehetséges színésznek tartotta Kerchevalt.

## Házasságai
Ken Kercheval első feleségéről nincsenek biztos adatok, az viszont hivatalos tény, hogy 1966-ig éltek együtt és 3 gyerekük született. Válásuk után sokáig egyedülálló volt, egészen 1986. április 15-ig, amikor másodszor is megnősült, Ava Foxot vette el. Vele 1993-ig élt együtt, és előző házasságához hasonlóan ebben is 3 gyerek született. 1994. október 21-én kötötte meg 3. házasságát Cheryl Paris színésznővel. 2004-ig éltek együtt, majd Kercheval életében a 3. válás is bekövetkezett. Cheryl Paristől egy gyermeke született.

## Filmjei
- 2012–2014: Dallas (televíziós sorozat, 2012) – Cliff Barnes
- 2004: Dallas Reunion: Return to Southfork – Cliff Barnes
- 2001: Vak szenvedély (Blind Obsession) – Harrison Pendragon
- 1997: Rozsdás, a mentőkutya (A Rusty: The Great Rescue) – Carl Winthorpe
- 1996: Dallas: Jockey visszatér (Dallas: J. R. Returns)
- 1993: Beretta szigete (Beretta's Island)
- 1991: Életem regénye (Keeping Secrets) – Frank Mahoney
- 1984: Bajkeverő Jane (Calamity Jane) – Buffalo Bill Cody
- 1983: A démoni gyilkos esete (The Demon Murder Case) – Richard Clarion
- 1978: Ö.K.Ö.L. (F.I.S.T.) – Bernie Marr
- 1978–1991: Dallas (televíziós sorozat, 1978) – Cliff Barnes
- 1976: Hálózat (Network)
- 1973: Hétpróbás gazemberek
- 1973: A Kojak 1. évad 8-adik, Sötét vasárnap című részében a Ray-t, az autótolvajt alakítja